# Herman Verbruggen
Herman Verbruggen (Kapellen, 25 januari 1963) is een Vlaams acteur, vooral gekend om zijn jarenlange rol als de klungelige Marc Vertongen in de komische Vlaamse televisieserie F.C. De Kampioenen.

## Biografie
Verbruggen studeerde aan de Mimestudio in Antwerpen. Hij speelde al enkele jaren straattheater met het door hem opgerichte gezelschap Aksident, toen hij in 1990 werd opgepikt om het goeiige personage Marc Vertongen te vertolken in de Vlaamse televisieserie F.C. De Kampioenen. Mede omdat hij bij het straattheater bijna nooit moest spreken, was hij bij het filmen van zijn eerste televisiescènes als Marc heel zenuwachtig, wat de klungelige eigenschap van het personage alleen maar ten goede kwam. De oorspronkelijk bedoelde gastrol evolueerde dan ook naar een hoofdrol die hij tot het einde van de serie in 2011 bleef vertolken. Tussendoor speelde hij in 2001 een gelijksoortig personage in Alexander, een komische reeks van jeugdzender Ketnet die slechts één jaargang liep. 
In 2008 speelde hij naast een gastrolletje in Fans ook een van de voornaamste rollen in de minireeks 180, die eerst werd uitgezonden op verschillende regionale televisiezenders en nadien op VTM. Naast dat acteerwerk had hij jarenlang vaste tussenkomsten op Radio 2, onder andere in de programma's De raadkamer, En nu serieus en De zoete inval.
Na het stopzetten van de televisiereeks F.C. De Kampioenen werd het even stiller rond Verbruggen, ware het niet dat hij in 2013 de rol Marc alweer hernam in de afgeleide langspeelfilm Kampioen zijn blijft plezant.
Datzelfde jaar dook hij ook voor het eerst op in de komische VTM-reeks De Kotmadam, waar hij sindsdien een van terugkerende gastrollen speelt die het verlies van Odilon Mortier moeten opvangen. 
Sinds februari 2015 neemt hij met een komische ondertoon de voice-over-commentaar van het VIER-programma Komen Eten voor zijn rekening. Dat najaar was hij ook te zien in de tweede Kampioenen-film, getiteld Jubilee General. Eind december 2017 was hij opnieuw te zien als Marcske in F.C. De Kampioenen 3: Forever. 
In 2017 speelde hij in de door Studio 100 en Ketnet geproduceerde Ketnet Musical Unidamu als Elvis. 
Samen met zijn levenspartner Petra De Pauw schreef Verbruggen de boeken Mag het iets meer zijn? (over de premature geboorte van de jongste van hun twee dochters), Mark Vertongen: Mijn plakboek en Vraag het aan Markske. Voor dat laatste boek won hij in 2012 "De gouden pinguïn", een (satirische) prijs voor het beste BV-boek uitgereikt door radiozender Q-music.
In 2019 speelde hij opnieuw zijn rol van Marc Vertongen in F.C. De Kampioenen 4: Viva Boma. Ook in 2020 was hij opnieuw te zien als Marc Vertongen in F.C. De Kampioenen: Kerstspecial. 
In 2023 is hij te zien als Skiwi in het derde seizoen van The Masked Singer, hij viel echter al af in de eerste aflevering.